# Eridania Scopulus
Eridania Scopulus és una formació geològica de tipus scopulus a la superfície de Mart, localitzada amb el sistema de coordenades planetocèntriques a -46.32 latitud N i 150.7 ° longitud E, que fa 1.017,66 km de diàmetre. El nom va ser aprovat per la UAI l'any 1979 i fa referència a una característica d'albedo.